# Danh sách điểm cực trị của Nhật Bản

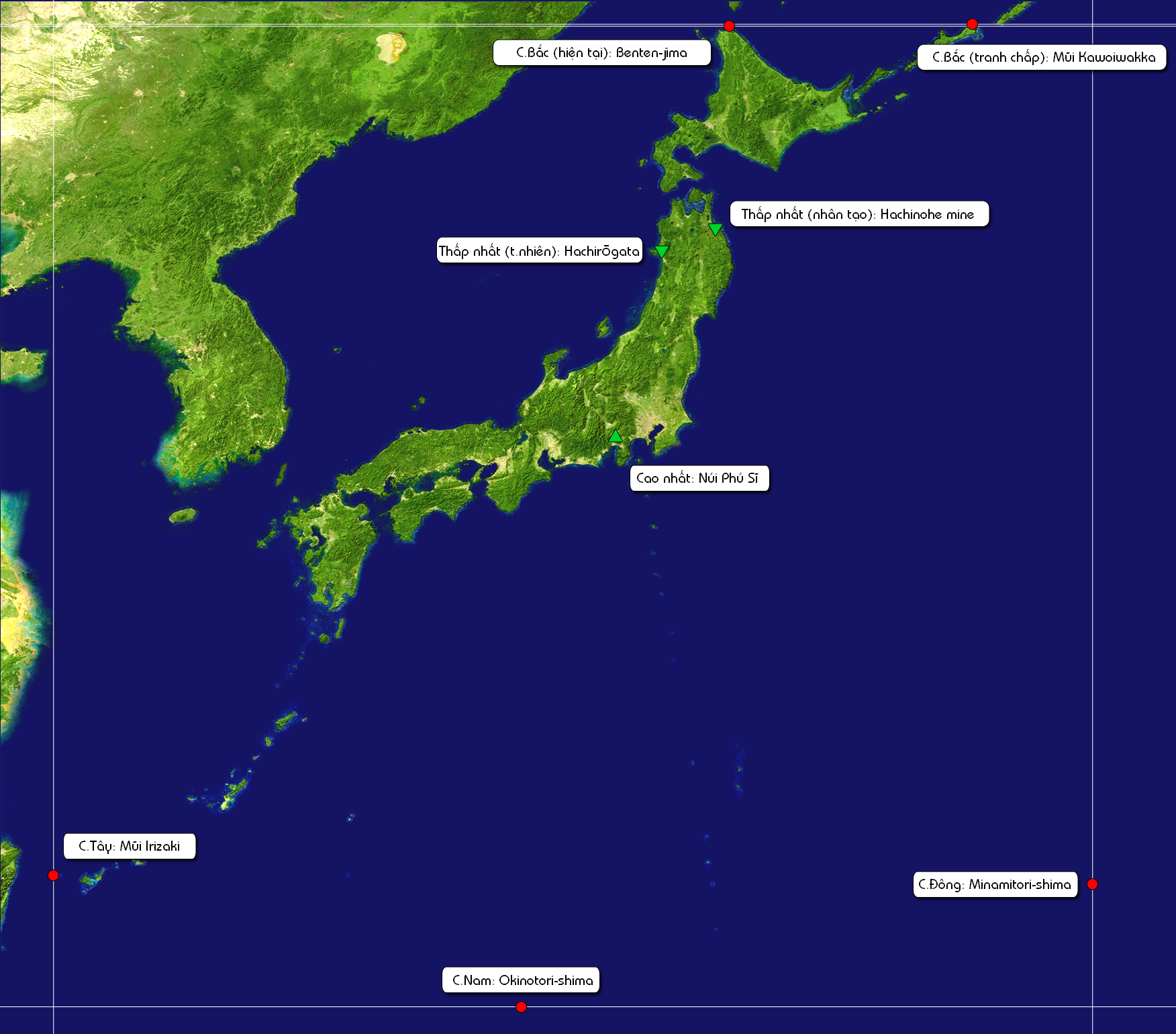
Các điểm cực trị của Nhật Bản được đánh dấu trên bản đồ.

Các điểm cực trị của Nhật Bản bao gồm những tọa độ xa nhất về các hướng bắc, nam, đông và tây của Nhật Bản, cùng những vị trí cao nhất và thấp nhất tại quốc gia này. Điểm cực bắc theo tuyến bố của Nhật Bản hiện đang trong tình trạng tranh chấp, vì cả Nhật và Nga đều tuyên bố chủ quyền với đảo Iturup (trong tiếng Nhật là Etorofu-tō), nơi tọa lạc điểm cực này: Mũi Kamoiwakka. Điểm cực nam của Nhật Bản là đảo Okino Tori-shima; cực tây là Mũi Irizaki thuộc tỉnh Okinawa, và cực đông là đảo Minami Tori-shima. Nơi cao nhất của Nhật Bản nằm trên đỉnh núi Phú Sĩ ở độ cao 3.776 mét. Sâu 150 mét so với mực nước biển, đáy của Hachinohe mine là nơi thấp nhất đất nước. Trong khi đáy hồ Hachirōgata là vị trí thấp nhất trong tự nhiên, dưới mực nước biển 4 mét. Ngoại trừ Mũi Irizaki, cực tây của Nhật Bản, tất cả những điểm cực trị khác đều không có người ở.
Danh sách này dùng Hệ tọa độ thế giới (WGS) 84.

## Cực địa lý

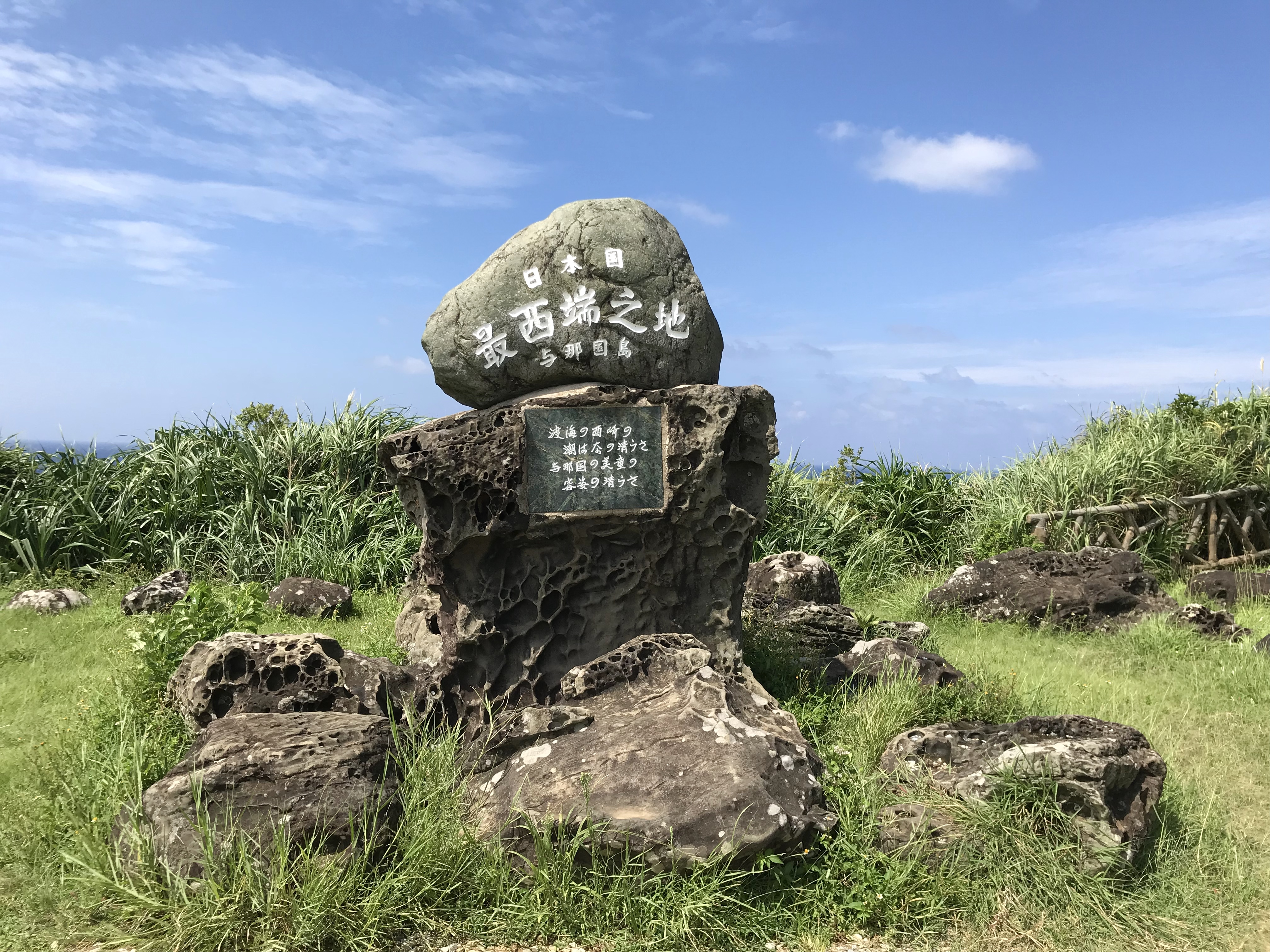
Mũi Irizaki, cực tây của Nhật Bản

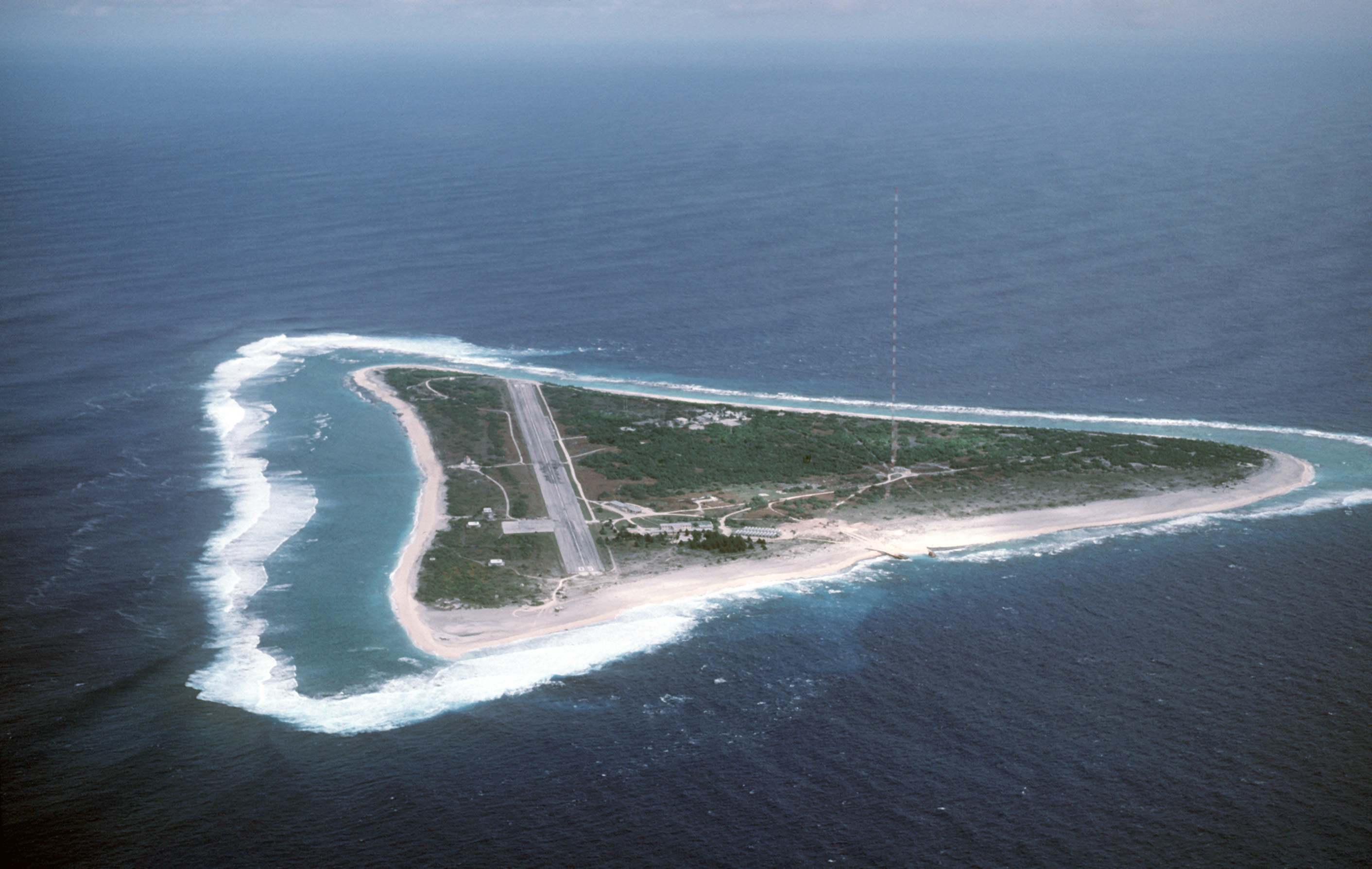
Điểm cực đông của Nhật Bản trên đảo Minami Tori-shima giữa Thái Bình Dương.

Điểm cực bắc theo tuyên bố của Nhật Bản nằm trên đảo Iturup hiện đang tranh chấp với Nga. Nhật Bản tuyên bố chủ quyền với bốn hòn đảo cực nam của quần đảo Kuril (theo cách gọi của phía Nhật Bản là "Lãnh thổ phương Bắc"), trong khi Nga hiện đang kiểm soát các đảo này. Danh sách dưới đây bao gồm cả điểm cực tranh chấp lẫn điểm cực không gây tranh cãi của Nhật Bản.

### Tổng quát
| Điểm cực         | Vị trí            | Hành chính | Giáp với           | Tọa độ†                                              | Tham khảo |
| ---------------- | ----------------- | ---------- | ------------------ | ---------------------------------------------------- | --------- |
| Bắc (tranh chấp) | Mũi Kamoiwakka    | Hokkaidō‡  | Biển Okhotsk       | 45°33′7,64″B 148°47′10,92″Đ / 45,55°B 148,78333°Đ    | [ 1 ]     |
| Bắc (hiện tại)   | Benten-jima       | Hokkaidō   | Eo biển La Pérouse | 45°31′25″B 141°55′25″Đ / 45,52361°B 141,92361°Đ      | [ 2 ]     |
| Nam              | Okino Tori-shima  | Tōkyō      | Biển Philippines   | 20°25′20″B 136°04′30″Đ / 20,42222°B 136,075°Đ        |           |
| Đông             | Minami Tori-shima | Tōkyō      | Thái Bình Dương    | 24°17′10″B 153°59′4″Đ / 24,28611°B 153,98444°Đ       |           |
| Tây              | Mũi Irizaki       | Okinawa    | Biển Hoa Đông      | 24°26′54,92″B 122°56′3,09″Đ / 24,43333°B 122,93333°Đ |           |

### Bốn đảo chính

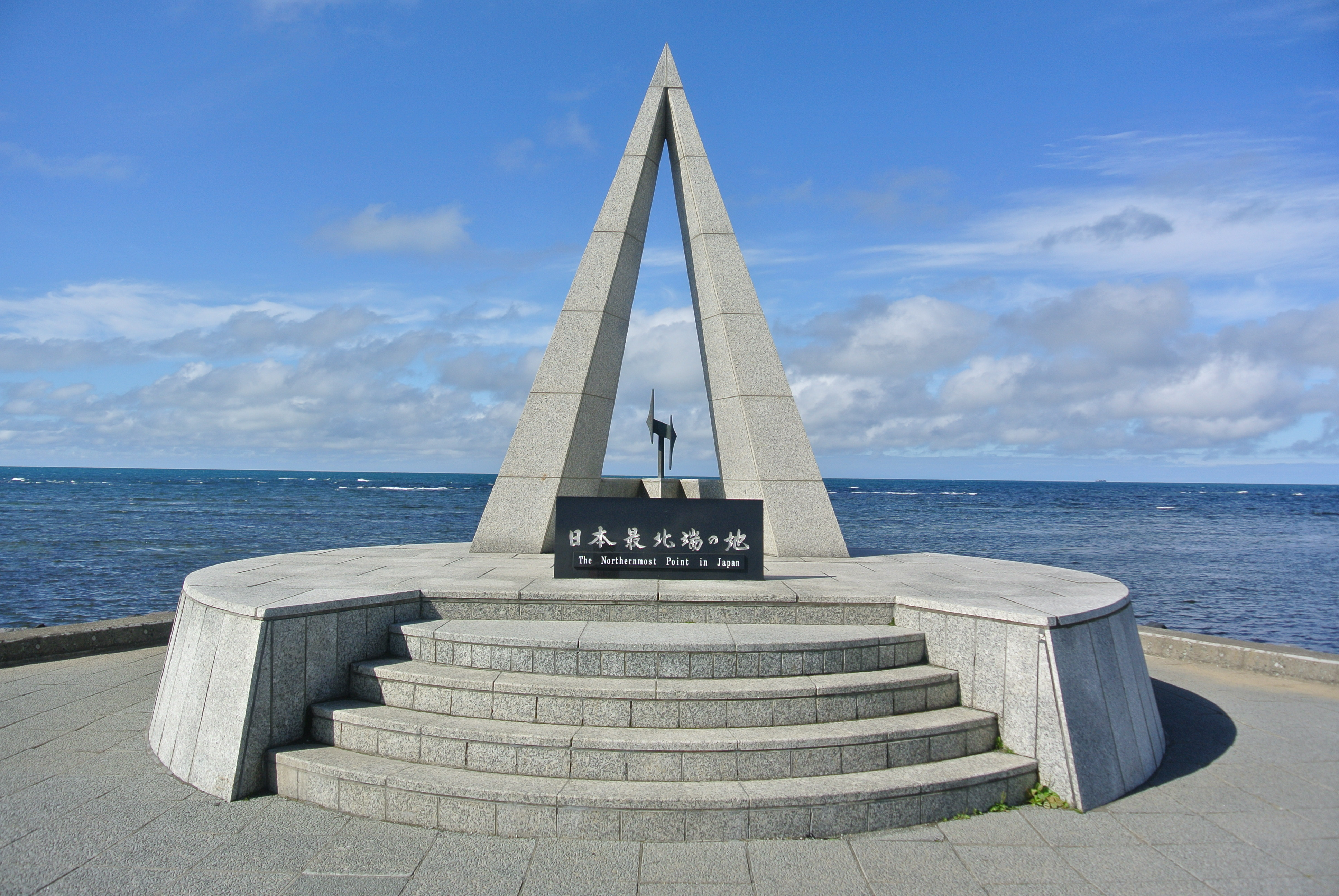
Đài đánh dấu điểm cực bắc của bốn đảo chính của Nhật Bản tại Mũi Sōya.

Phần chính của Nhật Bản được cấu thành từ bốn đảo lớn là Hokkaidō, Honshū, Shikoku và Kyūshū. Dưới đây là những vị trí có thể tiếp cận bằng các phương tiện công cộng.
| Điểm cực | Vị trí      | Hành chính | Giáp với           | Tọa độ†                                               | Tham khảo |
| -------- | ----------- | ---------- | ------------------ | ----------------------------------------------------- | --------- |
| Bắc      | Mũi Sōya    | Hokkaidō   | Eo biển La Pérouse | 45°31′21,65″B 141°56′11,67″Đ / 45,51667°B 141,93333°Đ |           |
| Nam      | Mũi Sata    | Kagoshima  | Biển Hoa Đông      | 30°59′42,05″B 130°39′43,73″Đ / 30,98333°B 130,65°Đ    |           |
| Đông     | Mũi Nosappu | Hokkaidō   | Thái Bình Dương    | 43°23′5,95″B 145°48′57,19″Đ / 43,38333°B 145,8°Đ      |           |
| Tây      | Kōzakihana  | Nagasaki   | Biển Hoa Đông      | 33°13′4,68″B 129°33′10,3″Đ / 33,21667°B 129,55°Đ      |           |

#### Hokkaidō
| Điểm cực | Vị trí        | Hành chính | Giáp với           | Tọa độ†                                               | Tham khảo |
| -------- | ------------- | ---------- | ------------------ | ----------------------------------------------------- | --------- |
| Bắc      | Mũi Sōya      | Hokkaidō   | Eo biển La Pérouse | 45°31′21,65″B 141°56′11,67″Đ / 45,51667°B 141,93333°Đ |           |
| Nam      | Mũi Shirakami | Hokkaidō   | Eo biển Tsugaru    | 41°23′53,51″B 140°11′54,75″Đ / 41,38333°B 140,18333°Đ |           |
| Đông     | Mũi Nosappu   | Hokkaidō   | Thái Bình Dương    | 43°23′5,95″B 145°48′57,19″Đ / 43,38333°B 145,8°Đ      |           |
| Tây      | Mũi Obana     | Hokkaidō   | Biển Nhật Bản      | 42°18′13,32″B 139°46′3,62″Đ / 42,3°B 139,76667°Đ      |           |

#### Honshū
| Điểm cực | Vị trí           | Hành chính | Giáp với        | Tọa độ†                                               | Tham khảo |
| -------- | ---------------- | ---------- | --------------- | ----------------------------------------------------- | --------- |
| Bắc      | Mũi Ōma          | Aomori     | Eo biển Tsugaru | 41°32′47,37″B 140°54′46,39″Đ / 41,53333°B 140,9°Đ     |           |
| Nam      | Mũi Shionomisaki | Wakayama   | Thái Bình Dương | 33°26′12,09″B 135°45′21,73″Đ / 33,43333°B 135,75°Đ    |           |
| Đông     | Mũi Todogasaki   | Iwate      | Thái Bình Dương | 39°32′51,89″B 142°04′19,09″Đ / 39,53333°B 142,06667°Đ |           |
| Tây      | Mũi Bishanohana  | Yamaguchi  | Biển Nhật Bản   | 34°6′38,1″B 130°51′40,68″Đ / 34,1°B 130,85°Đ          |           |

#### Shikoku
| Điểm cực | Vị trí       | Hành chính | Giáp với         | Giáp với†                                            | Tham khảo |
| -------- | ------------ | ---------- | ---------------- | ---------------------------------------------------- | --------- |
| Bắc      | Mũi Takei    | Kagawa     | Eo biển Bungo    | 34°24′1,25″B 134°08′10,86″Đ / 34,4°B 134,13333°Đ     |           |
| Nam      | Mũi Ashizuri | Kōchi      | Biển Philippines | 32°43′17,79″B 133°00′20,52″Đ / 32,71667°B 133°Đ      |           |
| Đông     | Mũi Gamōda   | Tokushima  | Eo biển Kii      | 33°50′2,64″B 134°44′58,97″Đ / 33,83333°B 134,73333°Đ |           |
| Tây      | Mũi Sada     | Ehime      | Eo biển Hōyo     | 33°20′33,58″B 132°00′51,87″Đ / 33,33333°B 132°Đ      |           |

#### Kyūshū
| Điểm cực | Vị trí                            | Hành chính | Giáp với       | Giáp với†                                           | Tham khảo |
| -------- | --------------------------------- | ---------- | -------------- | --------------------------------------------------- | --------- |
| Bắc      | Bãi đất Tanoura (cảng Kitakyūshū) | Fukuoka    | Eo biển Kanmon | 33°58′9,09″B 131°00′8,37″Đ / 33,96667°B 131°Đ       |           |
| Nam      | Mũi Sata                          | Kagoshima  | Biển Hoa Đông  | 30°59′42,05″B 130°39′43,73″Đ / 30,98333°B 130,65°Đ  |           |
| Đông     | Mũi Tsurumi                       | Ōita       | Eo biển Bungo  | 32°55′57,26″B 132°05′4,4″Đ / 32,91667°B 132,08333°Đ |           |
| Tây      | Kōzakihana                        | Nagasaki   | Biển Hoa Đông  | 33°13′4,68″B 129°33′10,3″Đ / 33,21667°B 129,55°Đ    |           |

## Cực địa chất

Đỉnh núi Phú Sĩ là điểm cao nhất Nhật Bản.

| Điểm cực             | Vị trí         | Độ cao/sâu          | Hành chính | Tọa độ†                                          | Tham khảo |
| -------------------- | -------------- | ------------------- | ---------- | ------------------------------------------------ | --------- |
| Cao nhất             | Núi Phú Sĩ     | 3.776 m (12.388 ft) | Yamanashi  | 35°21′28,8″B 138°43′51,6″Đ / 35,35°B 138,71667°Đ | [ 3 ]     |
| Thấp nhất (nhân tạo) | Hachinohe mine | −150 m (−492 ft)    | Aomori     | 40°27′10,4″B 141°32′15,8″Đ / 40,45°B 141,53333°Đ | [ 4 ]     |
| Thấp nhất (tự nhiên) | Hachirōgata    | −4 m (−13 ft)       | Akita      | 39°54′50″B 140°01′15″Đ / 39,91389°B 140,02083°Đ  | [ 3 ]     |